# Mélusine (TGV)
Pour les articles homonymes, voir Mélusine.

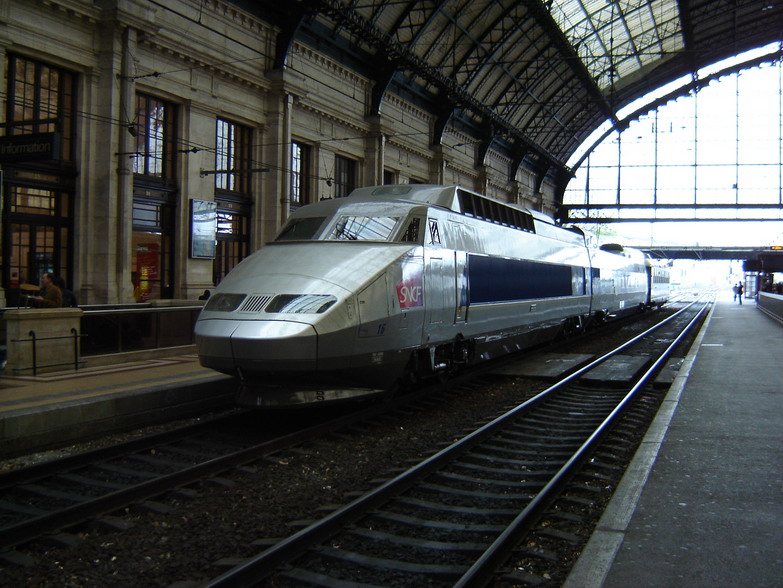
Motrice rame 16 suivie de Mélusine

Mélusine est le nom usuel de la voiture TGV destinée à l'auscultation des lignes à grande vitesse de Réseau ferré de France, des voies comme de la caténaire. Son nom officiel est voiture d'essais à grande vitesse (VEGV), son immatriculation (forme abrégée) est 230001. Mélusine est son nom de baptême.

## Origine
Le besoin de construire un véhicule de mesures permettant de tester les lignes à grande vitesse remonte au milieu des années 1980 ; les mesures étaient auparavant effectuées par une rame TGV du parc commercial réaménagée en laboratoire d'essai le temps de la campagne de mesure. Cette transformation occasionnelle devenait très lourde à gérer.
Mélusine est désormais affectée au Technicentre du Landy.

## Composition
Elle fut construite par les ateliers de Bischheim à partir des pièces Alstom pour un montant total de 7 millions de francs.
Mélusine a été construite sur la base de deux demi-chaudrons de remorques d'extrémité R1 de TGV Atlantique et d'un élément central, ce qui en fait une voiture « ordinaire » qui peut être incorporée lors des campagnes d'essais dans la plupart des rames TGV. En effet, elle est « transparente » pour la rame car elle s'auto-alimente en énergie par un groupe électrogène. C'est ainsi qu'elle peut prendre place dans un TGV Sud-Est, Postal, Atlantique, Réseau, PBA, PBKA, POS, Duplex. L'Eurostar TMST constitue la seule exception, en raison des spécificités britanniques des rames mais le contrôle des voies britanniques d'High-Speed 1 et celui du tunnel sous la Manche sont assurés par IRIS 320 (qui est alors remorquée par des engins diesel).
Il arrive même que certaines campagnes d'essais se déroulent durant des circulations commerciales avec des rames en unité simple (afin de ne pas dépasser la longueur des quais).
Les tournées bi-hebdomadaires d'inspection à haute vitesse des LGV sont tracées désormais avec une rame réseau tri-courant et couvrent l'ensemble des lignes françaises mais aussi la ligne à grande vitesse belge no 1 (frontière française – Bruxelles).

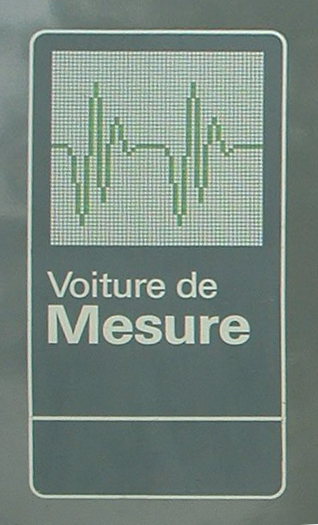

### Appareils de mesure[1]
- Équipement électrique pour la continuité de tous les circuits de la rame d'incorporation[2]
- Chaine de mesure pour 40 voies de mesures
- Alimentation par groupe électrogène secouru par batterie 24 V et convertisseur statique
- Fixation sur bogie arrière de sources chaudes à température constante pour vérification du fonctionnement des détecteurs de boîte chaude et leur étalonnage
- Vérification de la géométrie de la voie (accélérations transversales bogie et caisse)
- Vérification liaison radio sol-train et transmission de données
- Vigie avec caméra pour observation visuelle directe du pantographe arrière, (qui est utilisé en temps normal sur une rame TGV), et de la caténaire avec deux projecteurs escamotables sous le carénage côté motrice, (observations nocturnes ou en tunnels)
- Moniteur de caméra de vigie en salle de mesures et salle de réunion et enregistrement vidéo

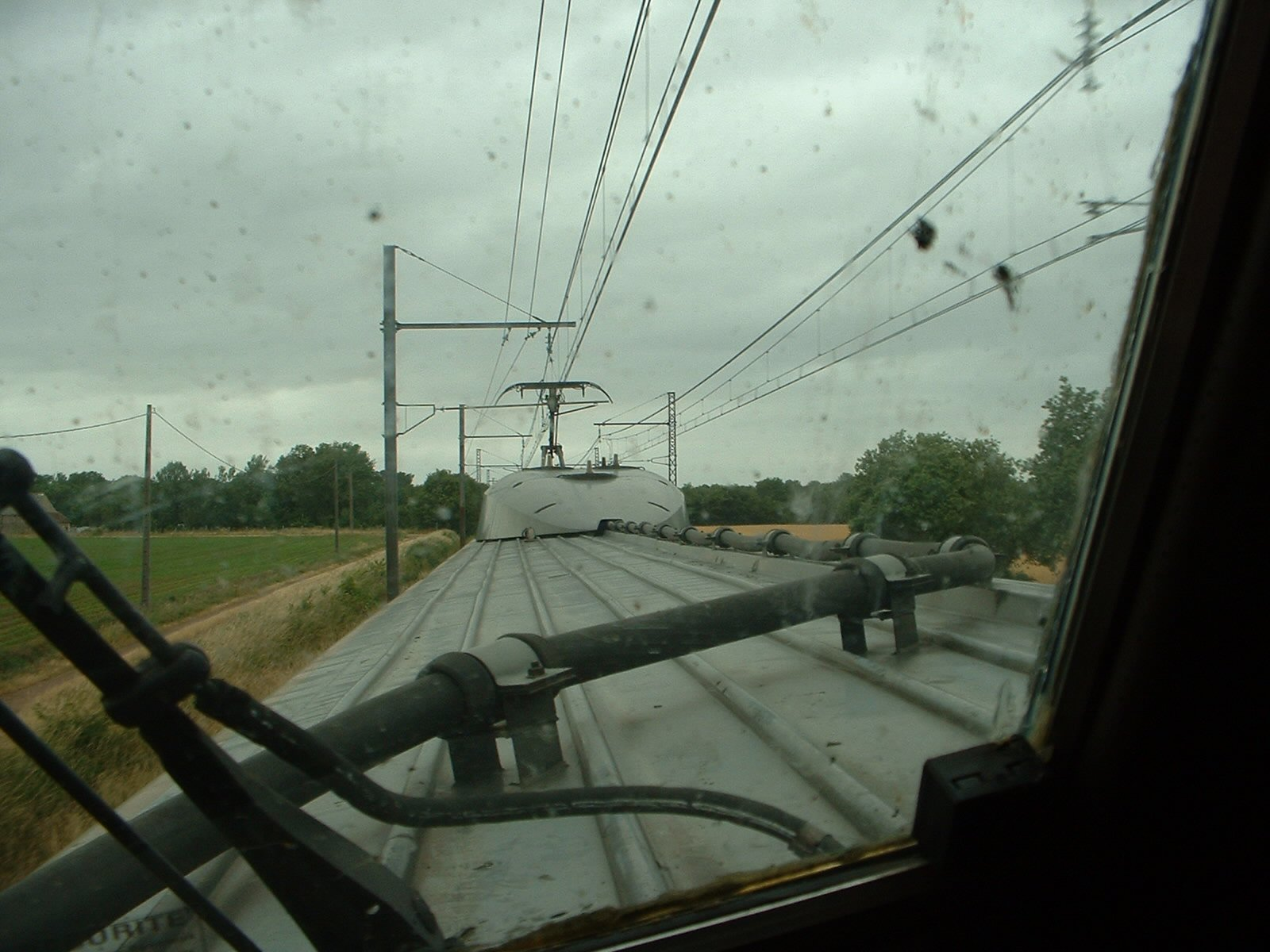
Vue sur la caténaire depuis la vigie

- Bogies fortement instrumentés.

### Aménagement intérieur[1]
- Plate-forme d'extrémité avec porte d'intercirculation vers la motrice
- Local insonorisé pour le groupe électrogène
- Salle de conférence à six places
- Salle de mesures avec deux postes de travail pour le matériel et l'équipement, séparés par le bureau du chef d'essais
- Couloir avec d'un côté un vestiaire et de l'autre un WC chimique type TGV
- Portes louvoyantes coulissantes type TGV Atlantique avec commande manuelle locale
- Vigie située à environ 22 mètres du pantographe de la motrice
- Plate-forme d'extrémité avec porte d'intercirculation vers la rame.

## Avenir
La voiture Mélusine a été remplacée en 2006 par la rame de mesure à grande vitesse (MGV) dénommée Iris 320.

## À l'étranger
La Renfe (Chemins de fer espagnols) dispose d'une voiture similaire, construite sur le modèle de Mélusine (en fait provenant du chaudron de la deuxième voiture commandée par la SNCF puis annulée), et qui peut être incorporée dans une rame AVE-S-100 (similaire aux TGV Atlantique). Elle est utilisée pour des tournées d'inspection des lignes espagnoles à grande vitesse et est basée aux ateliers Renfe de La Sagra.

## Autre utilisation
Le 6 avril 2006, un TGV a été spécialement affrété entre Paris et Marseille pour servir de siège à une émission spéciale de Cauet sur Fun Radio en direct. Trois heures d'émission se sont ainsi déroulées à 300 km/h.
Le studio radio a été recréé en voiture 5, la voiture-bar servait de coulisses et les voitures de première classe accueillaient les invités (dont quelques auditeurs invités pour l'occasion). Le nez de la rame et le flanc de la voiture bar ont été pelliculés aux couleurs de Fun Radio.
La voiture Mélusine a été quant à elle incorporée au TGV non pas pour tester la voie, mais pour retransmettre l'émission en direct par ondes grâce à son équipement technique.

## Sources